# Baerenbach (Doller)
Der Baerenbach (französisch: Ruisseau le Baerenbach) ist ein Bach im Osten von Frankreich, der im Département Haut-Rhin der Region Grand Est westlich der Stadt Mulhouse verläuft.

## Geographie

### Verlauf
Der Baerenbach entspringt unter dem Namen Rueslochbaechle im nordwestlichen Gemeindegebiet von Rammersmatt, entwässert generell Richtung Südosten durch den Regionalen Naturpark Ballons des Vosges und mündet nach rund 18 Kilometern im Gemeindegebiet von Reiningue als linker Zufluss in die Doller. Etwa 500 Meter oberhalb fließt ein zweiter Mündungsarm unter dem Namen Baerenbaechlein in die Doller.

### Zuflüsse
(Reihenfolge in Fließrichtung)
- Ruisseau le Michelbach, auch Schweinbach genannt (rechts) 6,12 km

### Orte am Fluss
(Reihenfolge in Fließrichtung)
- Rammersmatt
- Roderen
- Aspach-le-Haut, Gemeinde Aspach-Michelbach
- Aspach-le-Bas
- Schweighouse-Thann
- Couvent d’Oelenberg, Gemeinde Reiningue

## Sehenswürdigkeiten
- Zisterzienser-Abtei Notre-Dame d’Oelenberg am Flussufer bei Reiningue, mit Ursprüngen aus dem 11. Jahrhundert – Monument historique[4]